# Eurydice kensleyi
Eurydice kensleyi is een pissebed uit de familie Cirolanidae. De wetenschappelijke naam van de soort is voor het eerst geldig gepubliceerd in 1996 door Bruce & Soares.